# Erik Olsson (brottare)
Knut Erik Botvid Olsson, född 14 januari 1930 i Önnestad, död 12 januari 2016 i Ängelholm, var en svensk brottare. Han tävlade för HBK Bergania, Höganäs BK och Ängelholms BK.
Olsson tävlade i fjäderviktsklassen i grekisk-romersk stil för Sverige vid olympiska sommarspelen 1964 i Tokyo.
Olsson blev nordisk mästare i fjädervikt 1963 i Oslo. Han blev svensk mästare i fjädervikt 1962 tävlande för HBK Bergania och 1966 tävlande för Höganäs BK samt svensk mästare i lättvikt 1960 tävlande för Ängelholms BK.